# Suzuki GS500
A Suzuki GS500 a japán Suzuki Motor Corporation népszerű motorkerékpár-modellje. Két változatban készül:  a GS500 vagy GS500E, amit 1989-től gyártanak és a GS500F, amit 2004-től gyártanak.

## GS500 / GS500E
A GS500-nak a naked verzióját 1989-ben az USA-ban adták ki először, GS500E néven. A motorblokkja egy 487 cc-s léghűtéses, párhuzamos két hengeres ikerblokk (hengerenként külön karburátorral), ami a korai GS450-ből származott. A GS500 széles körben elterjedtté vált jó teljesítménye, tisztességes forgatónyomatéka, könnyű súlya, megbízható motorblokkja, üzemanyag-takarékossága miatt. Kiváló választás a kezdő motorosoknak alacsony ára és olcsó fenntartási költségei miatt. 2002-ben a Suzuki abbahagyta a GS500E gyártását az Államokban és 2003-ban már nem adtak ki egy GS500E-t sem, továbbá 2007-ben Angliában és az EU-ban is abbahagyták a motor forgalmazását, de más országokban még mindig elérhető.

## GS500F
2004-ben a Suzuki kijött a GS500F-fel az amerikai piacon, hogy pótolja a GS500E után maradt űrt. A motor nagyon hasonlít a korábbi E modellhez csak teljesen felspoilerezték, felidomozták. A spoiler biztosította a sportosabb, agresszívabb kinézetet és a kényelem is javult a szélvédelemnek köszönhetően. Egy olajhűtőt is szereltek bele. A GS500F még mindig elérhető az USA-ban, Kanadában.

## Teljesítménye
A GS500E és a GS500F között a különbség minimális. A negyed mérföldes távot a motor 13.5 másodperc alatt futja le, maximális sebesség körülbelül 190 km/h(115 mph). Gyorsulása 100 km/h-ra bő 5 másodperc.
Jól látható, hogy ennek a motornak a teljesítménye nem egetverő, viszont minden tulajdonsága adott ahhoz, hogy egy kezdő "nagymotoros" számára megtanítsa, hogyan kell bánni egy hasonló jellegű motorkerékpárral.

## A GS500 Története
- 1978 Elkészül az első gs500e típusú motorkerékpár, ekkor még négyhengeres 47 lóerős dupla vezérműtengelyes felülvezérelt motorral.
- 1986A Suzuki áttér a gs500 gyártásánál a kéthengeres verzióra ami a "twin" becenéven kerül be a köztudatba.
- 1989 GS500E-t bemutatták Észak-Amerikában
- 1990 Módosítottak a kormányon.
- 1994 Módosítottak a felni festésén.
- 1996 Az első féket kétdugattyúsra cserélték.
- 2001 A tank, a motor hátsó része, ülés, és a hátsó lámpa áttervezve. A karburátort módosították és levették az "E" jelzést.
- 2003 Nem adtak el GS500 modellt Amerikában.
- 2004 A GS500F-t bemutatták. Teljesen leburkolták a motort, a jobb hűtés érdekében olajhűtőt szereltek az "F" modellre.

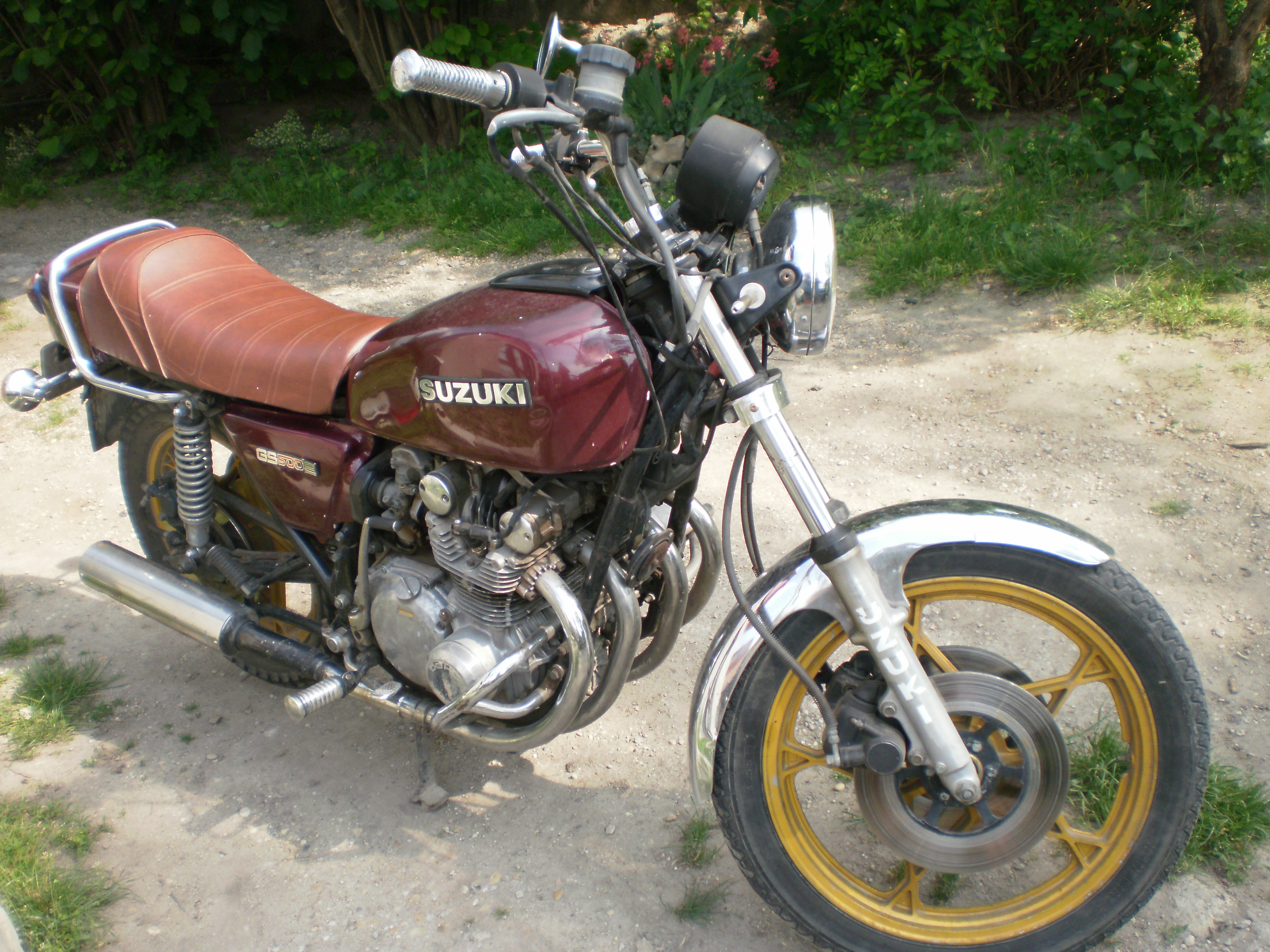
Gs500e

## GS500 / GS500E részletei
1978–1986

Blokk

4 ütemű, 4 hengeres, 4 karburátor, léghűtéses, DOHC, 2 szelep hengerenként
- Hengerűrtartalom: 492ccm
- Teljesítmény: 47le

1986-

Blokk
- Típus: 4 ütemű, 2 hengeres, 2 karburátor, léghűtéses, DOHC, 2 szelep hengerenként
- Hengerűrtartalom: 487 cm³
- Furat/Löket: 74.0 mm x 56.6 mm
- Üzemanyagrendszer: Mikuni BSR34SS karburátor
- Gyújtás: CDI, gondozásmentes akkumulátorról
- Kompresszió: 9.0:1
- Maximális fordulat: 11,000 ford. /perc
- Teljesítmény: 1989–1996 52 hp @ 9200 ford./perc(38 kW). 1997–2009 47 lóerő @ 9200 ford./perc(34.3 kW)
- Nyomaték: 1989–1996 41 Nm (30.4 ft·lbf) @ 7.500 min-1. 1997–2009 40 Nm (29.5 ft·lbf) @ 7500 min-1
- Üzemanyag fogyasztás:  3,9 – 4,7 liter/100km (50-60 mpg)

Hajtás
- Váltó: 6-sebességes
- Kihajtás: #520 lánc
- Kis fogaskerék: 16 fog
- Hátsó fogaskerék: 39 fog

Fékek
- Első: 310 mm-es hidraulikus tárcsafék, két dugattyús féknyereggel
- Hátsó: 250 mm-es hidraulikus tárcsafék, két dugattyús féknyereggel

Gumi méret
- Első: 110/70 17’’
- Hátsó: 130/70 17’’

Futómű
- Első:: Olaj csillapítású teleszkópvilla
- Hátsó: áttételes központi rugóstag, 7 fokozatban állítható rugóval

Méretek
- Hosszúság: 2080 mm (81.9 in)
- Szélesség: 800 mm (31.5 in)
- Magasság: 1060 mm (41.7 in)
- Ülésmagasság: 790 mm (31.1 in)
- Kerék távolság: 1405 mm (55.3 in)
- Hasmagasság: 155 mm (6.1 in)
- Villaszög (1989–2000): 25° 30'; 2000-től: 25°
- Utánfutás (1989–2000): 95 mm (3.7 in)
- Utánfutás (2000-től): 97 mm (3.8 in)
- Száraz tömeg: 174 Kg
- Üzemanyagtank: 20L

## GS500F különbségek
- Száraz tömeg: 180 kg
- Magasság: 1150 mm
- Fogyasztás (MPG): 58 MPG

Színek
- 2004: Sárga/Szürke, Kék/Fehér
- 2005: Fekete/Piros, Kék/Fehér

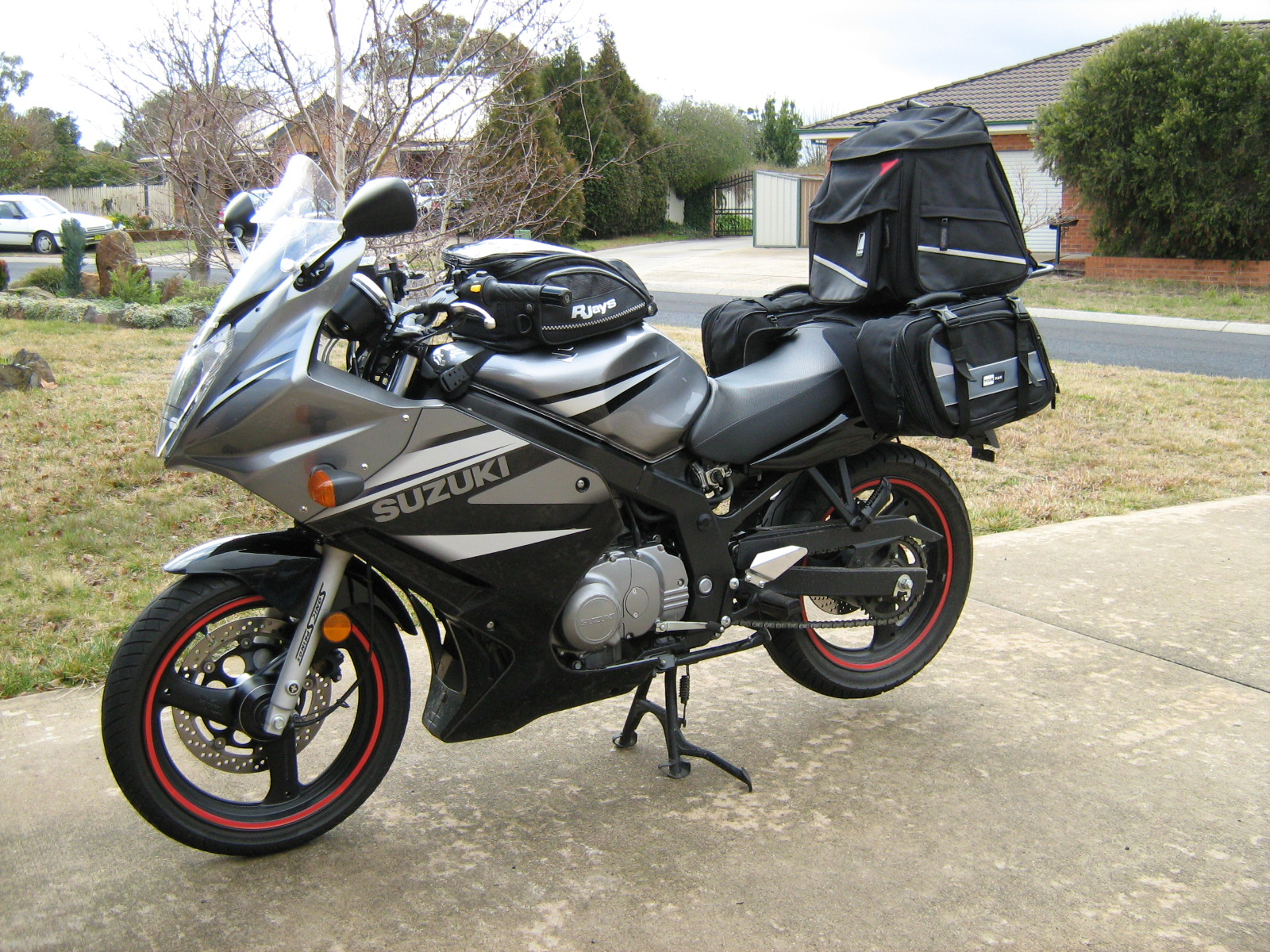
2007 GS500F nem gyári túra kiegészítőkkel.

- 2006: Fekete/Ezüst, Greenish-Blue/Fehér, Sötétkék/Fehér (Kanada)
- 2007: Gyöngykék/Fehér, Gyöngyfekete/Metálszürke (Ausztrália)
- 2008: Kék/Fehér, Kék/Ezüst.

## Összehasonlítások
1992 februárjában, a Cycle World magazin, "Bargain Blasters," című cikkében összehasonlította Kawasaki EX500, a Yamaha Seca II, a Suzuki GSF400 Bandit, és a Suzuki GS500. The Seca II lett az első, a Bandit-tal, utánuk az EX500, és a GS500.
1994 áprilisában, "Bargain Hunters," című cikkben a Cycle World összehasonlította a Kawasaki Ninja 500, a Suzuki GS500E, a Suzuki Katana 600, a Yamaha FZR600, és a Yamaha Seca II.

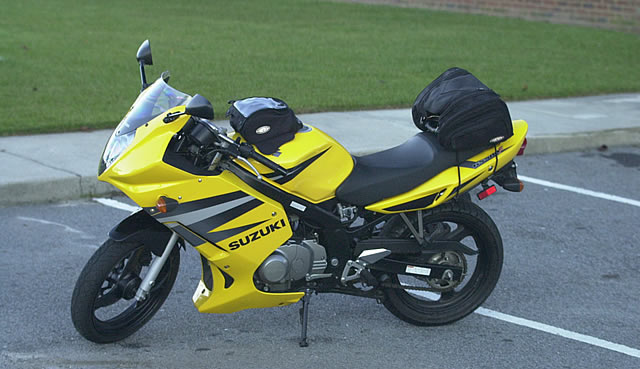
2004-es Suzuki GS500

## Külső hivatkozások
- A Totalbike.hu tesztje a motorról (magyarul)
- Suzuki Fuel – Hivatalos Suzuki weboldal
- 2007 Suzuki GS500F – 2007 GS500F
- 2006 Suzuki GS500F – 2006 GS500F
- 2005 Suzuki GS500F – 2005 GS500F
- GS500 Wiki – Műszaki adatok, típusok
- GStwin Archiválva 2020. november 18-i dátummal a Wayback Machine-ben
- Suzuki GS500E model history – GS500 története